# Isolella
Isolella è una frazione di Borgosesia, in provincia di Vercelli. In passato era servito dalla stazione ferroviaria di Vanzone-Isolella, e fino al 1928 ha costituito un comune autonomo.